# Kotlina Tenczynka
Kotlina Tenczynka – mikroregion geograficzny w południowej Polsce, stanowiący część Garbu Tenczyńskiego. Przez kotlinę przepływa potok Olszówka, w kotlinie znajduje się większa część miejscowości Tenczynek. Kotlina Tenczynka rozcina Garb Tenczyński, gdzie występują niewielkie twardzielcowe pagóry: od zachodu Góra Buczyna i Niedźwiedzia Góra, od południa Buca Góra, od zachodu Góra Zamkowa i Skałki (od północy łączy się z Rowem Krzeszowickim).